# Карлсгаузен
Карлсгаузен (нім. Karlshausen) — громада в Німеччині, розташована в землі Рейнланд-Пфальц. Входить до складу району Бітбург-Прюм. Складова частина об'єднання громад Зюдайфель.
Площа — 7,09 км2. Населення становить 390 ос. (станом на 31 грудня 2020).